# Frank Nellen
Frank J.G. Nellen (1982) is een Nederlands fiscaal jurist, docent en schrijver.
Nellen is hoofddocent belastingrecht aan de Universiteit Maastricht. Daarnaast werkt hij als fiscaal adviseur. In 2017 verkreeg hij zijn doctoraat na openbare verdediging van zijn proefschrift Information Asymmetries in EU VAT. Eerder rondde hij de studies internationale bedrijfskunde, fiscale economie en fiscaal recht af. Voor zijn fiscaal-wetenschappelijke publicaties ontving Nellen in 2024 de Jaap van den Berge-literatuurprijs.
Zijn tweede roman, De onzichtbaren (2023), stond op de shortlist van de Libris literatuurprijs, van de Boekenbon Literatuurprijs en van de E. du Perronprijs. Daarnaast werd het boek genomineerd voor De Boon literatuurprijs. Hij won de Nederlandse Boekhandelsprijs 2024. De Volkskrant noemde hem één van de literaire talenten van 2024. NRC riep Nellen bovendien uit als dé rijzende ster van 2024 in de categorie Literatuur.

## Bestseller 60
| Boeken met noteringen in de Nederlandse Bestseller 60 | Jaar van verschijnen | Datum van binnenkomst | Hoogste positie | Aantal weken | Opmerkingen                               |
| ----------------------------------------------------- | -------------------- | --------------------- | --------------- | ------------ | ----------------------------------------- |
| De onzichtbaren                                       | 2023                 | 21-02-2024            | 11              | 12           | winnaar Nederlandse Boekhandelsprijs 2024 |

- International Standard Name Identifier: 0000 0004 1947 2999
- Nederlandse Thesaurus van Auteursnamen: 324127944
- ORCID: 0000-0002-4602-1355
- Virtual International Authority File: 6150999572429871868